# Pelastoneurus varius
Pelastoneurus varius är en tvåvingeart som först beskrevs av Walker 1852.  Pelastoneurus varius ingår i släktet Pelastoneurus och familjen styltflugor. Inga underarter finns listade i Catalogue of Life.